# Quelicai
Quelicai (Kelikai) ist der Hauptort des Verwaltungsamts Quelicai in der osttimoresischen Gemeinde Baucau.
1936 wurde Quelicai von den Portugiesen in Bela Vista (Boa Vista) umbenannt. Doch der Name setzte sich nicht durch und einige Jahre nach dem Zweiten Weltkrieg kehrte man zum alten Namen zurück.

## Geographie

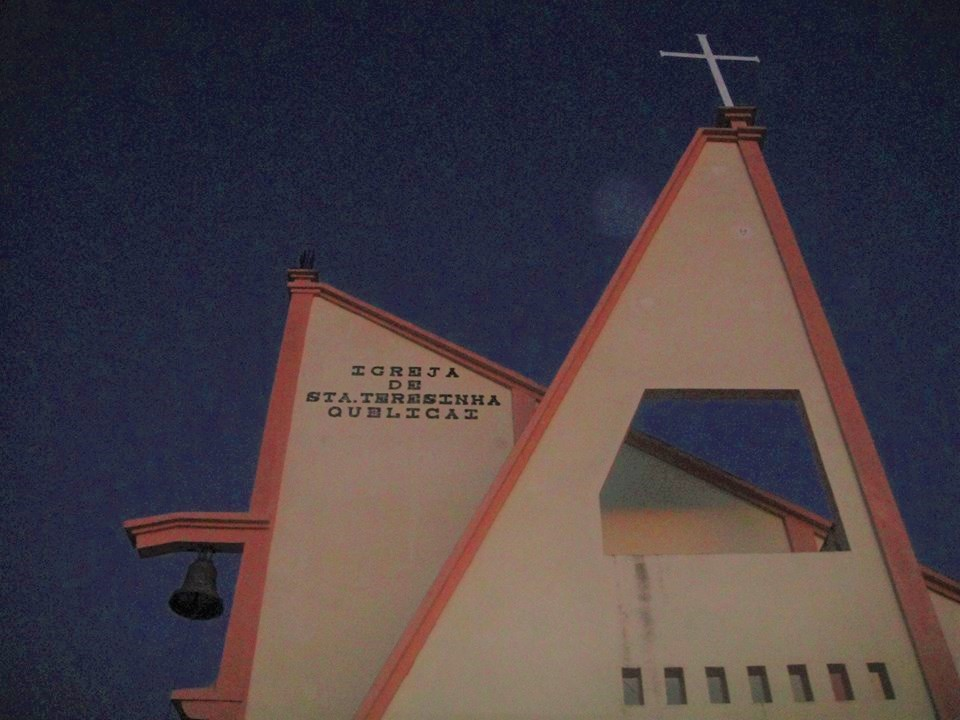
Kirche Santa Teresinha in Quelicai

Der Ort liegt im Südosten der Gemeinde, auf der Grenze zwischen den Sucos Baguia und Letemumo, in einer Meereshöhe von 713 m. Im Süden reicht der Ort bis in den Suco Lacoliu, wo sich auch der Verwaltungssitz des Verwaltungsamts befindet. Zur Gemeindehauptstadt Baucau sind es in Luftlinie 18 km nach Nordwesten und zur Landeshauptstadt Dili etwa 107 km nach Westen. Am Ort gibt es zweimal die Woche einen regionalen Markt. Auffällig ist die Kirche Santa Teresinha do Menino Jesus, der seit 1927 bestehenden Pfarrgemeinde. Die weiß-rosa Fassade besteht aus zwei hohen Dreiecken. Außerdem gibt es hier einen Hubschrauberlandeplatz, ein kommunales Gesundheitszentrum, eine Grundschule und eine präsekundäre Schule.

## Geschichte

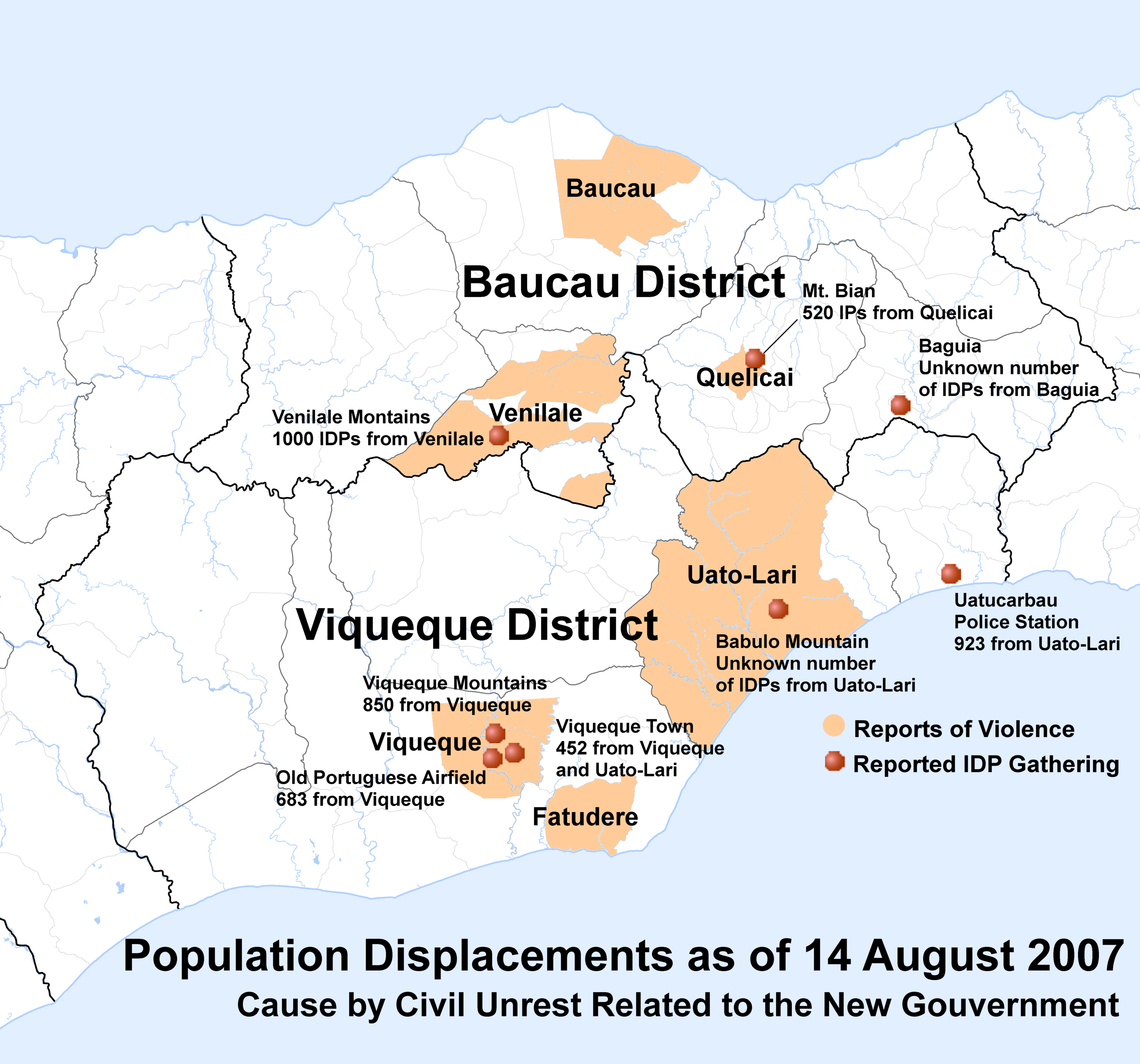
Flüchtlinge in Osttimor nach den Parlamentswahlen 2007.

Ende 1979 befand sich in der Stadt Quelicai ein indonesisches Lager für Osttimoresen, die zur besseren Kontrolle von den Besatzern umgesiedelt werden sollten. Zwischen 1979 und 1981 wurden 205 Familien der Orte Quelicai, Quelicai in Afaçá, Afaçá, Guruça, Abafala, Uaitame und Bualale durch die Indonesier über das Lager in eine neue Siedlung namens Mulia in Laga zwangsumgesiedelt. Man befürchtete, die Dörfer, die nah an den Wäldern lagen, könnten die FALINTIL unterstützen. Die alten Wohnhäuser wurden nach der Räumung niedergebrannt, Felder zerstört und das Vieh getötet. Mehrere Bewohner wurden verletzt. Unter schwerer Bewachung wurden die Einwohner auf Lastwagen nach Mulia gebracht.
In den 1980er Jahren wurde Quelicai von der indonesischen Armee im Kampf gegen die FALINTIL bombardiert und mehrfach durchkämmt, was zu Toten unter den Einwohnern führte. Am 31. Mai 1997 geriet ein indonesischer Sicherheitstransport in Quelicai in einen Hinterhalt. Männer in indonesischer Militäruniform stoppten den Lastwagen mit 28 Polizisten und Soldaten. Als der Lastwagen hielt, wurde eine Handgranate auf die Ladefläche geworfen. Ein Fass mit Treibstoff, das sich dort befand, explodierte. 18 Indonesier wurden getötet. Bei der indonesischen Militäraktion, die darauf folgte, wurden 114 Einwohner verhaftet. Während der Gewalttaten rund um das Unabhängigkeitsreferendum von 1999 kam Quelicai vergleichsweise glimpflich davon. Pro-indonesische Milizionäre brannten nur einige Häuser nieder.
Bei Unruhen im Ort 2001 gab es Tote.
Nachdem Xanana Gusmão am 8. August 2007 infolge der Parlamentswahlen 2007 den Auftrag zur Regierungsbildung erhalten hatte, randalierten enttäuschte FRETILIN-Anhänger auch in Quelicai. 520 Menschen flohen aus ihren Häusern und versammelten sich am Berg Matebian.

## Wirtschaft
Nah Quelicai fand man ein Phosphatvorkommen.

## Persönlichkeiten
- Benvinda Catarina Rodrigues (* 1968), Politikerin